# Hydrure d'argon (cation)
Le cation hydrure d'argon, ou argonium, est un ion moléculaire de formule chimique ArH+. Isoélectronique avec le chlorure d'hydrogène HCl, il présente un moment dipolaire de 2,18 D à l'état fondamental. L'énergie de liaison Ar–H a été mesurée à 369 kJ/mol (2,9 eV). C'est une valeur inférieure à celle du cation trihydrogène H3+ et de nombreuses autres espèces protonées, mais elle est supérieure à celle du cation dihydrogène H2+.
Le cation hydrure d'argon peut être obtenu par décharge électrique et fut le premier composé d'argon détecté dans le milieu interstellaire.